# Конвоювання
Конвоювання — охорона затриманих і взятих під варту осіб при доставленні (супроводі) їх до місця призначення.

### Підстави для конвоювання затриманих і осіб взятих під варту
Підставами для конвоювання затриманих і взятих під варту осіб є:
- санкціонована відповідним прокурором постанова слідчого або органу дізнання, постанова судді чи ухвала суду про відправлення;

- постанова прокурора, слідчого чи дізнавача або ухвала суду про проведення окремих слідчих дій, наприклад стаціонарної судово-психіатричної експертизи;

- закінчення строку перебування в ІТТ осіб при наявності санкціонованої прокурором постанови або ухвали суду про взяття під варту, а також вироку про засудження до позбавлення волі (конвоюються в слідчий ізолятор);

- розпорядження начальника ІТТ про направління затриманих або взятих під варту осіб у лікувальні установи, у санпропускник (лазню) загального користування і на обмінний пункт на плановому маршруті конвоювання.

Охорона й конвоювання затриманих і взятих під варту осіб здійснюється нарядами міліції або підрозділами Національної гвардії України. Для виконання цих обов'язків у порядку, встановленому МВС України, формуються підрозділи міліції або виділяються спеціальні наряди з найбільш підготовлених працівників міліції.

## Основними завданнями цих підрозділів та нарядів є
- охорона затриманих і взятих під варту осіб при перебуванні їх у камерах ізоляторів органів внутрішніх справ тимчасового тримання затриманих і взятих під варту осіб (ІТТ);
- конвоювання з ІТТ і слідчих ізоляторів для проведення слідчих дій у лікувальні заклади органів охорони здоров'я;
- охорона затриманих і ув'язнених при проведенні слідчих дій, охорона їх у медичних закладах органів охорони здоров'я;
- конвоювання з ІТТ і слідчих ізоляторів у районні, міські, окружні суди, на їх виїзні засідання й назад, охорона взятих під варту під час засідання й назад, охорона взятих під варту під час засідання цих судів;
- конвоювання взятих під варту з ІТТ у слідчі ізолятори й назад, на обмінні пункти на планових маршрутах конвоювання й назад.